# Wrecking Ball (canción)
«Wrecking Ball» —en español: «Bola de demolición»— es una canción interpretada por la cantante estadounidense Miley Cyrus, lanzada como segundo sencillo de su cuarto álbum de estudio, Bangerz, de 2013. Fue lanzada el 25 de agosto de 2013 para descarga digital a través de la compañía discográfica RCA Records. La canción fue compuesta por Maureen «MoZella» McDonald, Stephan Moccio, Sacha Skarbek, Lukasz Gottwald y Henry Walter, mientras que estos dos últimos la produjeron. Es una balada pop con influencias del power pop y elementos de la música de los años 1980 y 1990. Su letra hace referencia a la ruptura de una relación amorosa, donde uno de los enamorados quiere derrumbar los muros que levanta el otro, pero termina dañándose a sí mismo.
«Wrecking Ball» recibió en su mayoría críticas positivas de parte de los articulistas, quienes la compararon con canciones de Marina and the Diamonds y Demi Lovato. Asimismo, calificaron el rango vocal de la cantante como «agresivo y transgresor», y afirmaron que la pista es «majestuosa» y sin «trucos de producción de moda». Por otro lado, se convirtió en un éxito comercial en varios países, al llegar a la posición máxima de su lista de popularidad, como Bulgaria, Canadá, Hungría, España, Israel y el Reino Unido. Al mismo tiempo ingresó a las diez primeras posiciones en más de veinte países. En los Estados Unidos, se convirtió en la primera canción de Cyrus que logró alcanzar el número uno de la lista Billboard Hot 100 durante tres semanas no consecutivas.
Para su promoción, RCA Records decidió lanzar un vídeo musical, que rompió varios récords por el número de reproducciones en un corto tiempo y generó controversia porque Cyrus aparecía desnuda en él; sin embargo, la cantante expresó que quería mostrar lo vulnerable que una persona puede quedar al culminar una relación. No obstante, en 2017 Cyrus declaró estar arrepentida del vídeo afirmando que no quería ser recordada por aparecer en un vídeo musical desnuda y lamiendo un martillo. Además dijo que cuando lo filmó estaba drogada, y que su peor pesadilla es que reproduzcan la canción en su funeral. Del mismo modo, debido a su contenido erótico, el vídeo se encuentra censurado en algunos países, como Francia.
Cyrus cantó el tema en varias ceremonias de premiación como los MTV Europe Music Awards 2013, los American Music Awards de 2013 y la pre gala de los premios Grammy de 2014. Asimismo, lo incluyó en su gira musical Bangerz Tour.  
Entre los premios obtenidos están los de mejor vídeo, otorgado por los Billboard Music Awards, los World Music Awards y los MTV Europe Music Awards, además de vídeo del año en los MTV Video Music Awards de 2014. Hasta diciembre de 2017 el sencillo ha vendido más de 6 millones de copias.

## Composición y lanzamiento

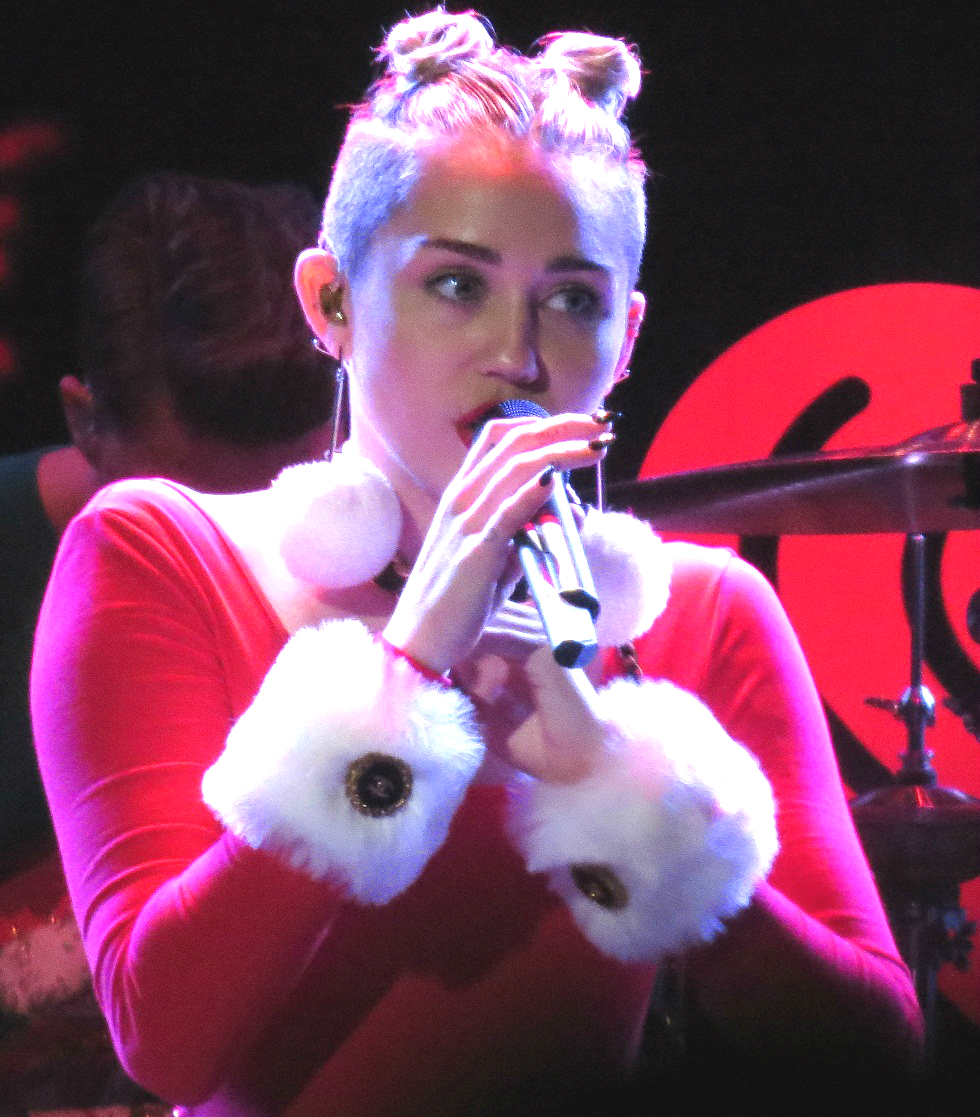
Miley Cyrus interpretando «Wrecking Ball».

«Wrecking Ball» fue escrita y producida por Lukasz "Dr. Luke" Gottwald, quien había trabajado anteriormente con la cantante en la canción «Party in the U.S.A.» (2009). Tom Corson, presidente de la compañía discográfica RCA Records declaró a la revista Billboard que «Wrecking Ball» fue una de las canciones que lo convencieron para firmar un contrato con la cantante.
«Wrecking Ball» fue escrita originalmente para Beyoncé, pero, conforme la canción se desarrollaba, se dieron cuenta de que no era la indicada para interpretarla. La canción está inspirada «en OneRepublic, y la forma que utiliza Timbaland para hacer las grandes baladas». Durante un viaje a Reino Unido para promocionar su primer sencillo, Cyrus habló a The Huffington Post UK, sobre su música y en especial de «Wrecking Ball»:

No hay nadie en el mundo que no haya tenido su corazón roto, incluso si no lo estás viviendo en este momento. Mi música es como ir a terapia, será como una conversación de cuatro horas solo para escribir una canción, porque debes atravesar cada detalle».
Miley Cyrus

El 25 de agosto de 2013, Cyrus lanzó «Wrecking Ball» como segundo sencillo de su álbum Bangerz, y su versión de lujo, antes de su actuación en los MTV Video Music Awards 2013. El primer sencillo fue «We Can't Stop», lanzado en junio de ese mismo año. Lanzó la portada de «Wrecking Ball» el 6 de septiembre, en la cual la cantante aparece montada en una bola de demolición, vestida con una camiseta blanca sin mangas y en ropa interior.

## Descripción

La canción está compuesta en la tonalidad de re menor, con el coro en fa mayor.

«Wrecking Ball» es una canción pop que deriva de mezclas entre teen pop y power pop. La compusieron Stephan Moccio, Sacha Skarbek, Maureen Ann McDonald, Henry Russell Walter y Lukasz Gottwald, mientras que estos últimos también la produjeron. En total, cuenta con una duración de tres minutos con cuarenta y tres segundos. Desde su publicación, recibió comparaciones con «Lies» de Marina and the Diamonds por su ritmo. Samantha Martin de PopDust la describe como básicamente, «una balada de los años 80. O una canción de Demi Lovato, lo que usted prefiera».
La canción fue descrita como una «romántica balada de las que hacen llorar», Si bien se ha especulado con que puede estar dirigida a la pareja de la cantante, Liam Hemsworth, Cyrus ha indicado expresamente que no es así.
La letra de la pista «aborda el amor y la rotura del corazón de una manera muy apasionada»; respecto al estribillo es descrito como «agresivo, ligeramente áspero» y el piano «mejora el estado de ánimo sombrío de la canción». Cyrus «canta sobre querer derribar los muros que levanta un amante pero termina derrumbada en el proceso». El sitio web HitFix describe el comienzo de la pista «con un arreglo escaso en el teclado y una enamorada lírica antes de llegar al coro, en el que Cyrus se lamenta: All I wanted was to break your walls/ All you ever did was wreck me —en español: "todo lo que quería era derribar tus paredes/ todo lo que hiciste fue demolerme"—».
Respecto a la voz de Cyrus, se ha dicho que en la canción suena angustiada, con una voz madura,
similar a la de su madrina, Dolly Parton.
De acuerdo con la partitura publicada por Faber Music en el sitio web Musicnotes, «Wrecking Ball» presenta un ritmo de 60 pulsos por minuto, y está compuesta en la tonalidad de re menor, coj el coro en fa mayor. El registro vocal se extiende desde la nota fa#4 hasta la la♭#5.

## Recepción crítica
El sitio web de MTV describió a «Wrecking Ball» como «una balada majestuosa y lenta que quema de un amor verdadero volado en pedazos por su propia intensidad». 
El blog musical estadounidense MuuMuse describe a la canción como simplemente «perfecta» y «sencilla», sin «trucos de producción de moda» y «power pop» que «callará a los haters». El blog comenta: «La canción recuerda vagamente a Marina and the Diamonds con su himno de devastación del álbum Electra Heart, Lies, que, como era de esperarse, también fue elaborado por Dr. Luke».
La revista Entertainment Weekly describe a la canción como una «mega balada» que pondrá a temblar a Katy Perry del miedo. La revista comenta: «Es una balada de amor que no tiene nada que ver con la música tramp o Patrick Nagel. El coro masivo suena como un, digamos, rugido. Y, por último, seguro que supera a la canción “Wrecking Ball” de Bruce Springsteen». Bill Lamb de About.com le otorgó una buena reseña, con tres estrellas y media de cinco. Asimismo, en su crítica elogia la balada y la voz de Cyrus, pero encuentra a la canción algo parecida a otras canciones antes producidas por Dr. Luke para Katy Perry. Asimismo, la describe como una «actuación fuerte», pero «forzada y sobreexcitada», algo que los fanáticos de Cyrus van a querer, pero «no es un tema clave en su historia de grabación».
La página B30'S Music Reviews le otorgó una buena reseña, con una calificación de 25/30, y comenta: «Acabo de oír "Wrecking Ball" en la radio, y Miley Cyrus parecía venir de otro planeta [...] tengo que decir que la canción esta diez veces por encima y más allá de su anterior sencillo [...] Miley por fin ha hecho lo que está bien y ha establecido el tono ahora para su próximo álbum. "Wrecking Ball" es mucho más bella factura y excepcional que el anterior sencillo [...] Miley no desapareció del todo. Ella siempre ha estado aquí. Pero finalmente logró demostrar al mundo quien es en verdad. "Wrecking Ball" es increíble». Robert Copsey de Digital Spy le otorgó una buena reseña, con cuatro de cinco. Copsep describe a la canción como «una balada sentida sobre el amor perdido puede parecer un movimiento extraño en este momento. Puede venir como una sorpresa para los cínicos [...] el coro es más ligero que agita y proclama: "Yo vine como una bola de demolición". Y mientras que el significado se extiende mucho más allá de una relación rota, "Wrecking Ball" demuestra que no hay método detrás de la locura». El 5 de diciembre, la revista Rolling Stone publicó su lista anual de las 100 mejores canciones del 2013, en dicha lista la canción aparece en el puesto cincuenta y nueve. En la reseña de la canción, el editor de la revista alaba la poderosa voz de la cantante así como su «sabor country», y al video musical lo llamó como «un nuevo estándar para la explotación erótica de equipos de construcción». El 1 de abril de 2014, la revista Billboard publicó los resultados de una encuesta que se realizó para determinar el mejor sencillo del 2013, «Wrecking Ball» consiguió ese título con la gran mayoría de votos, superando los lanzamientos de cantantes como Pink, Lady Gaga, Jay Z o Katy Perry. Asimismo, en un artículo publicado en 2015 por The Guardian, la canción fue calificada como una de las 10 mejores de la discografía de la cantante.

## Recepción comercial
Antes de ser oficialmente lanzado como un sencillo, «Wrecking Ball» ingresó en el número 50 del Billboard Hot 100 la semana del 7 de septiembre de 2013, con 90 000 descargas en dos días. El lanzamiento de «Wrecking Ball» como sencillo logró un notable éxito en las listas de iTunes, pues alcanzó el puesto número uno en Estados Unidos, Argentina, Islas Caimán, Líbano, Brasil, y estuvo entre las diez canciones más descargadas en más de 30 países. Asimismo, alcanzó altas ventas que lograron «noquear» a la canción Roar de Katy Perry del puesto número uno de iTunes en Estados Unidos. Sin ningún tipo de promoción, la canción logró debutar en el puesto catorce en Nueva Zelanda, en el puesto diecinueve en Irlanda, en el puesto cuarenta y cuatro en Canadá, y en el puesto setenta y dos en los Países Bajos. En Estados Unidos, «Wrecking Ball» se convirtió en el primer número uno de Cyrus en el Billboard Hot 100, el ranking semanal de canciones más importante del país.
Después de la controvertida presentación de Cyrus en los premios MTV Video Music Awards 2013, la canción comenzó a generar mayores ventas. De acuerdo a la revista Billboard, la pista vendió entre «80 000 y 90 000 ejemplares en menos de dos días completos a la venta, y predijo que terminaría con dos canciones en el top 20 en la lista de Digital Songs y ventas superiores a 200 000 copias, con una ganancia de 95% a 123%, dependiendo de cómo terminase su primera semana. Ingresó en el puesto trece de esa lista menos de tres días más tarde.
El 18 de septiembre, la canción saltó de la posición veintidós al número uno, convirtiéndose así en la primera canción de Cyrus en lograrlo en el Hot 100. Además logró subir del puesto diez al uno en la lista Digital Songs gracias a las 477 000 copias vendidas durante la semana, logrando derrotar al sencillo «Roar» de Katy Perry. Finalmente la pista subió del puesto dieciocho al uno en la lista On-Demand Songs, con un aumento de 275 % con 2,8 millones, la cifra más alta en la historia de dicha lista en los últimos 18 meses. De acuerdo a Paul Grein de Yahoo! Music, la canción tuvo el mayor salto de posición de número uno en la lista Hot 100 desde la canción «We Are Never Ever Getting Back Together» de Taylor Swift que saltó del número setenta y dos al puesto uno en 2012. La semana del 25 de septiembre, la canción se mantuvo en el puesto uno de la lista Hot 100 por segunda semana consecutiva, logró subir del puesto cincuenta y nueve al treinta y uno en la lista Radio Songs con 38 millones de impresiones en la audiencia. Pero la canción bajó de la posición uno a la tres en la lista Digital Songs, teniendo una caída en ventas del 36%, únicamente vendiendo 301 000 copias.
Posteriormente subió de posición saltando del puesto diecisiete al diez en la lista Radio Songs con 64 millones en audiencia. «Wrecking Ball» es la tercera canción de Cyrus en lograr entrar al top 10 de Radio Songs; las otras dos fueron «Party in the U.S.A.» y «The Climb» con las posiciones ocho y siete respectivamente, en el año 2009. En esta semana la canción se deslizó del puesto tres al cuatro con 128 000 copias y un descenso del 40%. Su disminución de las ventas se debe a que los consumidores de iTunes optaron por completar su álbum Bangerz.
En la semana del 20 de noviembre, la canción subió al puesto uno en la lista Pop Songs. La anterior canción de Cyrus en lograrlo fue «Party in the U.S.A.» en noviembre de 2009. Además, fue la segunda canción de Cyrus en llegar al puesto diez de la lista Adult Pop Songs; la primera canción fue «The Climb», en 2009.
| «¡Wrecking Ball volvió a ser número uno en Billboard Hot 100! ¡Gracias, gracias, gracias mis preciosos pequeños dulces pasteles de calabaza, angelitos adorables!». ——Miley Cyrus agradeciendo a sus fanáticos por el éxito de la canción. |

De acuerdo a Nielsen BDS, la canción tuvo un aumento de 137 % en streaming (18,6 millones de dólares). Esto ayudó a que lograra saltar por segunda ocasión al puesto uno de la lista Billboard Hot 100, destronado de esta forma a la canción «Royals» de Lorde, la cual se había mantenido allí durante nueve semanas consecutivas. De acuerdo a la revista Billboard, la brecha de nueve semanas entre el primer y segundo reinado de Cyrus es algo histórico, con las marcas más largas en 55 años de la historia de dicha revista. Al finalizar la semana Nielsen SoundScan contabilizó un total de 2 587 000 copias vendidas en Estados Unidos. Asimismo, en octubre de 2015, la canción recibió el certificado de cinco discos de platino, equivalente a cinco millones de copias vendidas, por la RIAA, convirtiéndose en uno de los mayores éxitos de la discografía de la cantante en el país norteamericano.

## Video musical

### Grabación
El vídeo fue grabado en la última semana del mes de agosto, bajo la dirección de Terry Richardson, quien había trabajado con artistas como Lady Gaga y Beyoncé. El 23 de agosto de 2013, Cyrus anunció en su cuenta de Twitter que el video de su segundo sencillo había sido grabado y que se encontraba en proceso de posproducción. Dos semanas después dijo que el video oficial se estrenaría el 9 de septiembre y dio a conocer la portada oficial del sencillo.
Durante la ceremonia de premiación de los GQ Awards 2013, el productor musical Pharrell Williams habló sobre del video musical, declarando que: «el video es precioso e increíblemente encantador y cuando tú ves todo esto te das cuenta de que es una triple amenaza: ella puede actuar, cantar y bailar».

### Estreno y recepción
El vídeo fue estrenado en el canal oficial de Cyrus de VEVO a través de su cuenta oficial del sitio web YouTube, el 9 de septiembre de 2013. Sus escenas muestran a Cyrus primero en ropa interior y después parcialmente desnuda. La cantante aparece columpiándose en una bola de demolición, derrumbando paredes de una habitación con un mazo y cantando enfrente de la cámara mientras caen lágrimas en el rostro, finalmente el video culmina tal y cómo empieza, con la cantante tumbada entre los escombros que ella misma ha creado. De acuerdo a Jason Lipshutz, de la revista Billboard: «el video musical muestra a Cyrus en un primerísimo plano en frente de un fondo blanco cegador, ella está llorando cuando empieza la canción, y todo el asunto recuerda el icónico video "Nothing Compares 2 U" de Sinead O'Connor. Posteriormente, ella lleva una blusa blanca entallada y pantalones que hacen juego, luce ardiente cuando lleva un enorme martillo y camina hacia la cámara en cámara lenta. [...] el momento más impactante del video tiene unos 75 segundos, cuando se muestra a una Cyrus desnuda montada en una bola de demolición y moviendo los labios a lo largo de la balada pop. La cantante de 20 años de edad, rompe más paredes y lame el mencionado martillo antes de finalmente colapsar en medio de los escombros».
La revista estadounidense Vibe, en su reseña escribe: «En el video dirigido por Terry Richardson para el nuevo sencillo de Miley Cyrus, "Wrecking Ball", la cantante de Nashville de ojos azules derrama algunas lágrimas antes de desnudarse, sentada a horcajadas sobre una bola de demolición gigante y besando un mazo. Eso no es un argot nuevo; la chica te muestra lo que hace su lengua en un martillo real como si este fuera una paleta. Por otra parte, este video musical está 100 por ciento libre de twerk (¡uf!)».
James Montgomery de MTV comenta que el video tiene escenas con mucho sentimiento, pero las personas se centrarán alrededor en su ropa interior, y en las escenas donde aparece desnuda, «es de esperar, dada la gran cantidad de atención de los medios por sus acciones de las últimas semanas, y, en parte, es culpa de Miley». Finalmente termina comentando: «el video está cargado con llamativas imágenes - y, la verdad, hay muchas - el primer plano de la cara de Cyrus es el que me llama la atención. Es un refrescante cambio de ritmo, uno que podría silenciar a sus detractores... o por lo menos dar aviso de que ella es todavía capaz de cautivarnos con su voz, en lugar de sus habilidades de twerking». John Walker de MTV publicó un listado de cinco etapas de duelo después de un rompimiento, de acuerdo con el video de Cyrus. En su crítica comenta que el video absolutamente lo ha «destrozado» y que «nos ha traído a todos nuestro pasado más atroz en cuanto a rompimientos». De acuerdo a su lista la primera etapa de un rompimiento es "la negación", la segunda "la ira", la tercera "la negociación", la cuarta "la depresión" y por último "la aceptación". El sitio web Hollywood Life comentó que sin duda el video musical de "Wrecking Ball" «es el más emotivo (y el más desnudo) que ha hecho Cyrus. (Excepto "The Climb", aunque como todos sabemos, para Miley no existe nada antes de "We Can't Stop")». El canal musical canadiense MuchMusic calificó el vídeo musical como uno de los mejores del milenio, situándolo en el puesto veinte de su lista.
Un día después del estreno, el vídeo musical rompió el récord de mayor número de reproducciones en 24 horas en el canal Vevo, con 19,3 millones de visitas. El récord anterior estaba en manos de One Direction, con el vídeo de «Best Song Ever», que alcanzó en las veinticuatro horas desde su estreno, 12,3 millones de visitas. El 16 de diciembre Vevo anunció que «Wrecking Ball» de Cyrus fue el vídeo musical más visto de 2013, con más de 395 millones visitas a nivel mundial. El vídeo también fue el vídeo que más rápido fue certificado en la historia de Vevo (al alcanzar los 100 millones de visitas en seis días después de su lanzamiento). Cyrus también tiene el segundo lugar con We Can't Stop. A finales de octubre de 2015, con el lanzamiento de «Hello» de la cantante británica Adele, «Wrecking Ball» dejó de ser el videoclip que más rápido consiguió las 100 millones de visitas. La pista de Adele lo consiguió en cinco días, luego de dos años de lanzada la canción de Cyrus. En 2017 el video de Cyrus superó los mil millones de reproducciones en YouTube.
En enero de 2015, Billboard realizó una lista de los mejores vídeos musicales de la década, situando a «Wrecking Ball» en la cuarta posición.

### Director's cut
El 24 de septiembre de 2013 se publicó un segundo vídeo de la canción titulado «Wrecking Ball (Director's Cut)». El nuevo video elimina todas las escenas polémicas del video original, incluyendo aquellas en que lame un mazo o aparece desnuda. En su lugar, solo se ve un primer plano de la cara de la artista cantando durante todo el video. El director indicó que esta imagen de Cyrus, que también aparece llorando, le da al video un mayor contenido emocional.
El video está basado en el de Sinead O'Connor, Nothing compares 2 U, pero en lugar de la iluminación sombría y la imagen natural de la irlandesa, Cyrus presenta un intenso maquillaje, con una brillante luz de estudio, como es tradicional en los trabajos del director, al igual que su aparición final en un cameo. Richardson también utiliza temas sobre sexualidad, presentando desnudez frontal y actos sexuales, tanto simulados como reales. Richardson suele posar con sus modelos y darle sus gafas, para que «jueguen a ser él». De acuerdo a Idolator, el vídeo fue lanzado para mantenerse en el número 1 de los más vistos de VEVO, debido a la competencia que presentaban Lorde y Katy Perry en iTunes.

### Controversias
| «Creo que el video es mucho más que verme desnuda [...] si la gente pudiera ver más allá de lo obvio e indagar en su imaginación, verían lo que el video realmente comunica... es tan vulnerable [...] fue mucho más difícil filmar el video que grabar la canción. Fue una experiencia mucho más emocional». ——Miley Cyrus en una entrevista concedida a la estación de radio Z100 en Nueva York. |

Debido a las escenas del video donde Cyrus aparece desnuda, los medios y algunos artistas comenzaron a emitir comentarios. La actriz Shenae Grimes criticó de forma negativa al video, escribiendo en su cuenta de Twitter: «¿Qué mier** le pasa a Miley con su nuevo vídeo musical?, o sea, no conozco a la chica, pero si la conociera, le exigiría que se bañara dos veces, que se vistiera y le daría un enorme abrazo... parece que ella lo necesita [...] Asimismo, algunos cibernautas también expresaron su desagrado hacia el video en Twitter.
Debido al contenido del vídeo original, el Consejo Nacional de Audiovisuales de Francia decretó que en ese país puede ser transmitido en televisión después de las 22 horas, en que termina el horario de protección al menor. Basó su decisión en que «Cyrus, retorciéndose sobre una bola de demolición es sexual y demasiado explícito».
En una entrevista para la revista Rolling Stone, Cyrus afirmó que se había inspirado en Nothing compares 2 U, de Sinéad O'Connor. Luego de ser consultada muchas veces al respecto por la prensa, la cantante irlandesa decidió redactar desde su blog una carta abierta a Cyrus, según ella «con amor y espíritu maternal».
«Estoy sumamente preocupada por lo que aquellos a tu alrededor te han llevado a pensar, o bien reforzar lo que tal vez sea tu idea, de que es de cualquier manera "cool" aparecer desnuda lamiendo un mazo en tus videos. En realidad lo que sucede es que oscureces tu talento cuando permites que te exploten de esa manera, ya sea el negocio musical o tú misma quien está detrás de tal explotación», escribió O'Connor, indicando además que tiene mucho talento y no necesita «dejarse prostituir por la industria musical», ya que con el tiempo ellos disfrutarán del dinero que ganaron vendiendo su cuerpo y Cyrus se dará cuenta que se encuentra «muy sola».
O'Connor también se refiere al comentario de Cyrus a Rolling Stone en el que comenta la similitud de los videos: «La apariencia que escogí, la elegí a propósito en un momento en que mi compañía discográfica me animaba a hacer lo que has hecho. Sentí que preferiría ser juzgada por mi talento y no por mi aspecto. Estoy feliz de haber tomado esa decisión».
Cyrus respondió colgando en Twitter una serie de mensajes antiguos de O'Connor, publicados inicialmente por la misma red social, en la que hablaba de sus problemas de salud mental y pedía que le recomendaran un psiquiatra. También republicó la imagen de la irlandesa rompiendo una foto de Juan Pablo II y terminó diciendo que no tenía tiempo de contestar porque tenía que actuar en Saturday Night Live. «Así que, si te quieres reunir conmigo y hablar, avísame en tu próxima carta :)». O'Connor respondió pidiendo que retirara de inmediato los mensajes, amenazando que de lo contrario tendría que «vérselas con mis abogados». Además, recibió numerosas amenazas de muerte de parte de algunos seguidores de Cyrus: «Como resultado de lo que hiciste, he tenido numerosas mensajes de gente pidiendo que me suicide. Y eso por no mencionar el hecho de que he sido objeto de, literalmente, miles de artículos abusivos y comentarios a raíz de esos artículos que aseguran que yo y todas las personas consideradas mentalmente enfermas deberían de ser acosadas e invalidadas».
Respecto al vídeo, Billy Ray Cyrus, padre de Miley, dijo: «No habría importado si Miley hubiera usado jeans y una camisa de franela ... un Tux ... o el hábito de una monja. La canción es un éxito rotundo ... y su interpretación vocal en la canción refleja sus raíces y su gran talento dado por Dios».
En 2017 Miley Cyrus participó del programa de James Corden, debiendo responder del 1 al 10 a las preguntas que se le hacían. Cuando se le preguntó cómo de drogada estaba cuando grabó Wrecking ball contestó «10». A pesar de sus primeros comentarios defendiendo el vídeo, con el tiempo Cyrus cambió de opinión: «Nunca voy a lograr que la gente lo olvide, aunque quisiera matar a ese clip, sé que para muchos voy a ser "la chica sin ropa que se columpiaba" ... Es algo que no puedes borrar… moverse desnuda en una bola es algo que permanece; una vez que lo hiciste... quedará para siempre»; «Lamí un martillo, debí haber pensado que eso iba a perseguirme. Esta es mi peor pesadilla: que pasen el video en mi funeral». «No quiero ser recordada como la chica desnuda en una bola de demolición. Siento que eso es la cosa más vergonzosa que he hecho en mi vida», dijo en The Voice. Uno de sus compañeros entrenadores, Blake Shelton, en tono de broma le contestó: «¡Has hecho cosas más vergonzosas que eso!».

## Presentaciones en directo

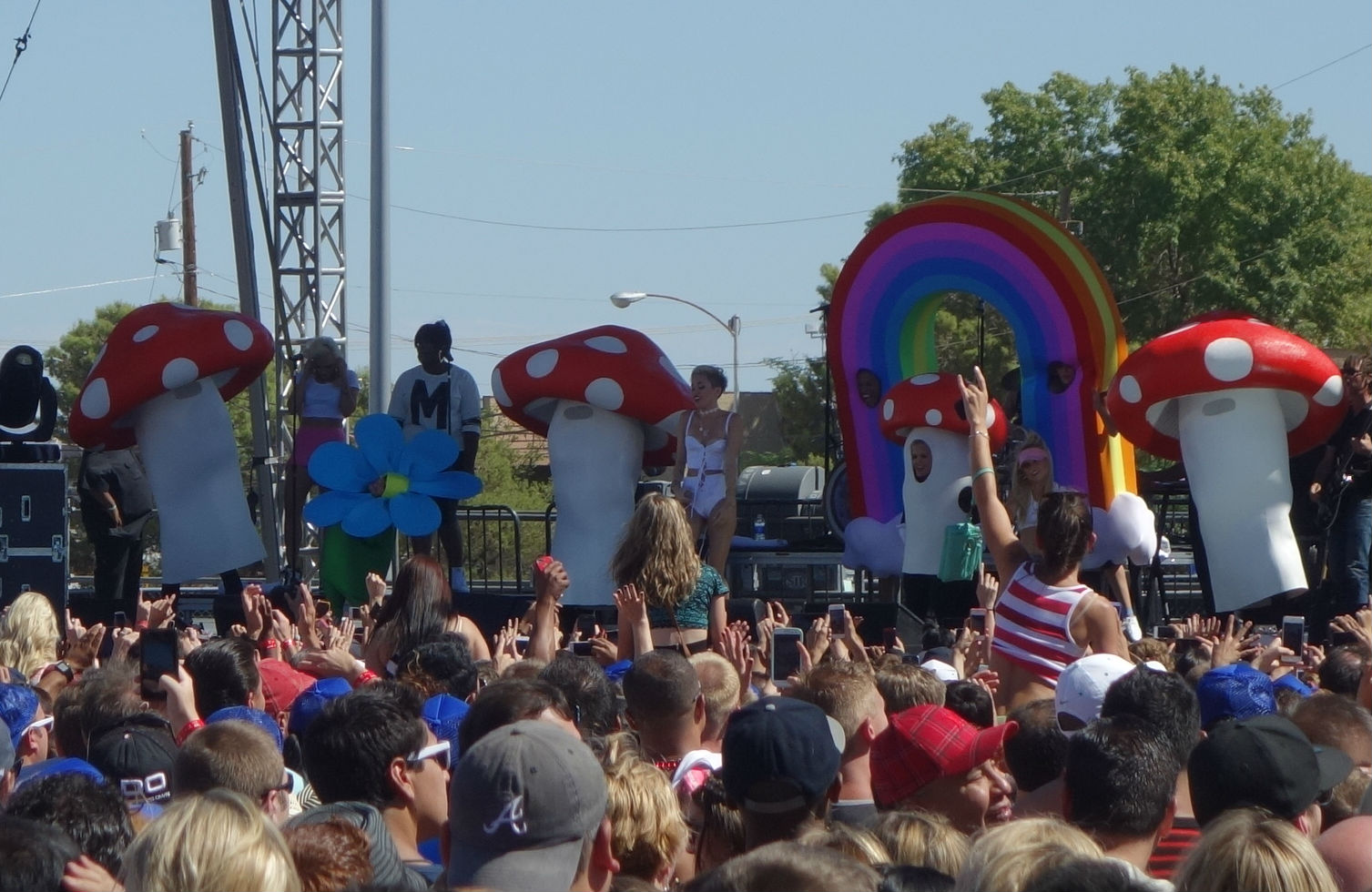
Miley Cyrus presentó la canción por primera vez en el iHeart Radio Music Festival 2013.

La primera interpretación en directo de la canción fue el 21 de septiembre de 2013 en el iHeartRadio Music Festival de Las Vegas. La cantante estadounidense Britney Spears, la presentó diciendo: «La siguiente presentación se encuentra en todas partes, he disfrutado colaborar con ella en Bangerz. Es genial, y está a punto de interpretar su hit número uno "Wrecking Ball" por primera vez en la historia. Mi chica está a punto de llegar a trabajar, perra». Antes de interpretar «Wrecking Ball», Cyrus agradeció a sus fanáticos el éxito de su segundo sencillo, por obtener esa semana el primer número uno en el Billboard Hot 100: «No lo habría logrado sin todos ustedes, chicos!».
En octubre de 2013 Cyrus promocionó la canción en una serie de programas en vivo de la televisión estadounidense, al participar de Saturday Night Live, Today Show, Late Night with Jimmy Fallon y The Ellen DeGeneres Show, generalmente alternando este sencillo con otros del mismo álbum como «We Can't Stop» y «Party in the U.S.A.», y algunas versiones de temas de otros cantantes.
El sábado 9 de noviembre, la cantante se presentó en el programa de televisión Wetten, dass..? de Alemania. La última vez que Cyrus se presentó en dicho programa fue para promocionar su sencillo «Who Owns My Heart» en 2010. El 10 de noviembre, Cyrus volvió a interpretar la canción en la ceremonia de premiación de los MTV Europe Music Awards 2013, celebrados en Ámsterdam. Diversos medios, calificaron a la presentación como «memorable y única», resaltando que el vestuario de Cyrus era más decente a comparación del utilizado en los MTV Video Music Awards realizados ese mismo año. Por otra parte, el vídeo musical de la canción fue galardonado con el premio al mejor vídeo del año, categoría en la que competía contra «Mirrors» de Justin Timberlake, «Applause» de Lady Gaga, «Blurred Lines» de Robin Thicke y «Up in the Air» de 30 Seconds to Mars.
El 12 de noviembre estuvo en los estudios de la BBC en Londres, donde participó en el programa musical BBC Radio 1's Live Lounge, donde interpretó la canción en una versión acústica, además realizó un cover de la canción «Summertime Sadness» de Lana del Rey. Esta versión fue elogiada por críticos musicales y también logró tener éxito en YouTube, rompiendo el récord de visitas de dicho programa. El 14 de noviembre, la cantante se presentó en los Premios Bambi 2013 de Alemania, donde interpretó la canción en versión acústica, además 
de ser reconocida con el premio artista pop internacional.

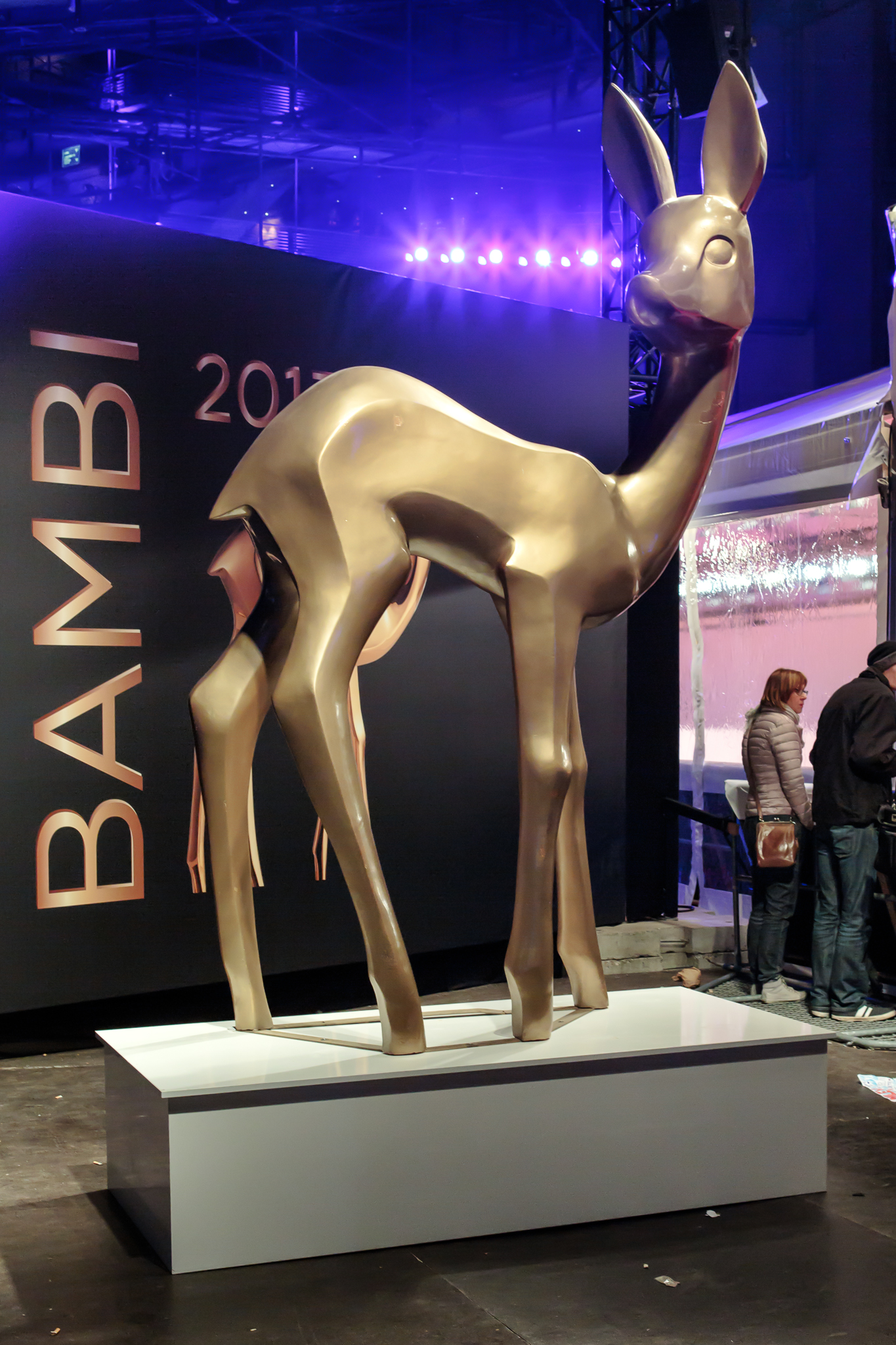
Miley Cyrus presentó la canción en los Premios Bambi 2013, donde fue reconocida con el premio de artista pop internacional.

Cinco días después interpretó la canción en The X Factor, caracterizando a una egipcia en un desierto; detrás del escenario se proyectaron imágenes que aludieron a la temática del vídeo musical. El 24 de noviembre la cantante se presentó en los American Music Awards 2013 celebrados en el L.A. Live de la ciudad de Los Ángeles. La temática de la presentación estaba basada en el espacio exterior; en la parte posterior del escenario se proyectó una imagen de «gato espacial» que cantaba la canción con sincronía de labios junto con Cyrus y además lloraba diamantes. Marc Schneider de la revista Billboard calificó esta presentación como la mejor de la ceremonia de premiación: «¿La estrella más grande de la noche en los premios American Music [Awards]? No es Taylor [Swift] y sus cuatro premios, o la increíble mamá de Rihanna o Jennifer Lopez y su homenaje a la imparable Celia Cruz. Esa distinción va para Miley Cyrus y su gatito del espacio, con sus ojos deadish, hábilmente cantando con sincronización de labios y una capacidad (que debería ser) reconocida con el Emmy por llorar diamantes en el momento justo [...] Pero se trataba de ningún acto Milli Vanilli. Mientras que él/ella hacia en verdad sincronización de labios, el gatito del espacio sentía esas letras y en un momento comenzó a llorar lágrimas brillantes, mientras que Cyrus, que cumplió 21 años el sábado, cantó en un traje de entrenamiento lo cual es un gran desperdicio (rociado con gatos, por supuesto). También en la GatoTron detrás de Cyrus habían animaciones variadas de la explosión de planetas, órbitas, cometas y estrellas, todos corriendo por que el primer número uno en Billboard Hot 100 integraba un clímax emocional».
El 6 de diciembre de 2013, Cyrus realizó su primera presentación del Jingle Ball National Tour, en el cual interpretó «Wrecking Ball», junto con las canciones «We Can't Stop», «Party in the U.S.A.», «Adore You», «#GETITRIGHT» y una versión de «Summertime Sadness» de Lana Del Rey en Los Ángeles.
El 31 de diciembre Cyrus volvió a interpretar el tema, vestida de dorado con una abrigo de falsa piel, en la Times Square de Nueva York en el evento de fin de año "Dick Clark's New Year's Rockin' Eve" presentado por Ryan Seacrest, donde también interpretó «#GETITRIGHT».
El 25 de enero de 2014 en la fiesta Pre-Grammy, Cyrus interpretó una versión acústica de la canción junto con «#GETITRIGHT» y una versión de «Jolene» de Dolly Parton, durante el concierto acústico de MTV Unplugged.
Cyrus incluyó la canción en su gira Bangerz Tour de 2014. Durante la actuación, usó un body blanco y se paseó por el escenario con un juego de luces y láseres. Volvió a interpretar la canción el 9 de mayo de 2014 en el mini show que realizó en el club londinense G-A-Y. El 27 de ese mes presentó la canción durante los World Music Awards celebrados en Monte Carlo (Mónaco), donde además fue galardonada con dos premios.
Al mes siguiente, Cyrus realizó una presentación durante el festival musical Summertime Ball en el Estadio Wembley, Londres, frente a 80 000 personas. En octubre de 2014, aprovechando su estancia en Australia por su gira mundial, Cyrus realizó una presentación especial por el programa matutino Sunrise, frente a la Ópera de Sídney, donde interpretó sus sencillos «Wrecking Ball» y «We Can't Stop», además de dos versiones, «I’ll Take Care Of You» de Etta James y «The Scientist» de Coldplay.
Cyrus volvió a interpretar la canción en diciembre de 2017 durante la final del talent-show del que fue jueza, The Voice, junto con la concursante de su equipo, y finalista del concurso, Brooke Simpson. El 25 de mayo de 2019 Cyrus se presentó como cabeza de cartel del festival de música británico BBC Radio 1 Big Weekend, donde interpretó además del sencillo, sus grandes éxitos y tres nuevas canciones.

## Versiones de otros artistas

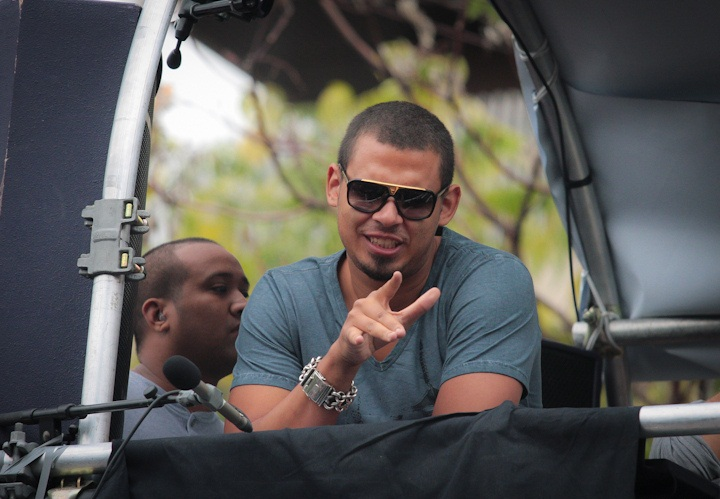
El disc jockey Afrojack realizó una remezcla de la canción

El actor y cantante estadounidense Chris Salvatore grabó una versión de la canción para ser lanzada como sencillo el 30 de agosto de 2013 en la tienda de contenidos multimedia iTunes. Asimismo Salvatore publicó su propio video musical de la canción el 3 de septiembre del mismo año. En septiembre de 2013, el cantante inglés Conor Maynard publicó una versión acústica de la canción en donde también interpreta a la canción «Burn» de Ellie Goulding. El 19 de septiembre de 2013, la revista Billboard publicó un artículo donde describió las mejores parodias del video musical de la canción, titulado «Miley Cyrus 'Wrecking Ball' Parodias: 10 Hilarantes videos que Billy Ray amará». Entre las mejores parodias estuvieron la versión de la banda juvenil estadounidense King The Kid, y la versión del locutor de radio inglés Greg James, quien se encontraba montado en una bola de demolición, mientras fingía que canta haciendo sincronía de labios. La comediante y actriz Betty White se subió en una bola de demolición para promocionar su serie de televisión Off Their Rockers, además utilizó el dedo de espuma que Cyrus usó durante su presentación en los MTV Video Music Awards 2013. El 5 de noviembre, el disc jockey holandés Afrojack realizó una remezcla de la canción en un club nocturno de los Estados Unidos. Dirty Beats Radio en una noticia comenta que: «Su remix [de Afrojack] trae a la vida la canción en comparación del aburrido sonido de la canción original y sí que ha ganado comentarios positivos del público quién lo ha recibido muy bien [...] Es lo que esperábamos conociendo el concepto de Afrojack. Después de un gran build up y un sample de la voz distorsionada, añádele un conocido pluck que termina siendo impresionante. Los dos drops son bravos; tengo que admitir que es perfecto para la atmósfera de un festival, pero el segundo es mucho mejor que el primero. Sigue siendo minimal, pero merece toda la atención para disfrutarlo».
La actriz y cantante Melissa Benoist de la serie televisiva Glee interpretó esta canción en un episodio llamado «The End of Twerk» imitando la vestimenta y la escenografía de Cyrus, cuando su personaje, Marley Rose, descubre que su novio Jake Puckerman, la ha estado engañando con la animadora Bree. Es la primera vez que en la serie se utiliza una canción de Cyrus. La cantante peruana Wendy Sulca, estrenó en 2014 su versión llamada «Explosión».

## Uso de los medios de comunicación
«Wrecking Ball» fue utilizada como banda sonora de un anuncio televisivo del fabricante japonés de automóviles Nissan en 2015. El comercial promociona el nuevo Nissan Sentra Wake mientras al final suena la balada de Cyrus.

## Formatos y lista de canciones
| Mundo - Descarga digital |                                     |          |  |
| N.º                      | Título                              | Duración |  |
| 1.                       | «Wrecking Ball» (Versión del álbum) | 3:43     |  |

| Japón & Reino Unido - Sencillo en CD/Descarga digital |                                     |          |  |
| N.º                                                   | Título                              | Duración |  |
| 1.                                                    | «Wrecking Ball» (Versión del álbum) | 3:43     |  |

| Alemania - Sencillo en CD/Descarga digital |                                       |          |  |
| N.º                                        | Título                                | Duración |  |
| 1.                                         | «Wrecking Ball» (Versión del álbum)   | 3:43     |  |
| 2.                                         | «Wrecking Ball» (Versión instumental) | 3:43     |  |

## Posicionamiento en listas
| País (Lista 2013–2023)                       | Mejor posición | Ref     |
| -------------------------------------------- | -------------- | ------- |
| Alemania (Media Control Charts)              | 6              | [ 134 ] |
| Australia (Listas musicales de Australia)    | 2              | [ 25 ]  |
| Austria (Ö3 Austria Top 40)                  | 2              | [ 135 ] |
| Brasil (Billboard Brasil Hot 100)            | 45             | [ 136 ] |
| Brasil (Billboard Brasil Pop Songs)          | 14             | [ 136 ] |
| Bélgica (Ultratop 50) (Flandes)              | 4              | [ 137 ] |
| Bélgica (Ultratop 40) (Valonia)              | 5              | [ 138 ] |
| Bulgaria (Airplay Top 5)                     | 1              | [ 139 ] |
| Canadá (Canadian Hot 100)                    | 1              | [ 140 ] |
| Canadá (Top 20 Digital Tracks)               | 1              | [ 141 ] |
| Croacia (Croatian Airplay Radio Chart)       | 3              | [ 142 ] |
| Dinamarca (Tracklisten)                      | 4              | [ 143 ] |
| Ecuador (Ecuador Top 40)                     | 1              | [ 144 ] |
| Escocia (The Official Charts Company)        | 1              | [ 145 ] |
| Eslovaquia (Radio - Top 100)                 | 2              | [ 146 ] |
| Eslovenia (SloTop50)                         | 42             | [ 147 ] |
| España (Promusicae)                          | 1              | [ 148 ] |
| España (Los 40 Principales)                  | 1              |         |
| Estados Unidos (Adult Contemporary)          | 15             | [ 149 ] |
| Estados Unidos (Adult Pop Songs)             | 7              | [ 150 ] |
| Estados Unidos (Billboard Hot 100)           | 1              | [ 7 ]   |
| Estados Unidos (Dance/Club Play Songs)       | 15             | [ 151 ] |
| Estados Unidos (Digital Songs)               | 1              | [ 49 ]  |
| Estados Unidos (On-Demand Songs)             | 1              | [ 7 ]   |
| Estados Unidos (Pop Songs)                   | 1              | [ 136 ] |
| Estados Unidos (Radio Songs)                 | 4              | [ 152 ] |
| Estados Unidos (Ringtones)                   | 3              | [ 136 ] |
| Estados Unidos (Streaming Songs)             | 1              | [ 49 ]  |
| Finlandia (IFPI)                             | 9              | [ 153 ] |
| Francia (SNEP)                               | 2              | [ 154 ] |
| Global 200 (Billboard)                       | 178            | [ 155 ] |
| Grecia (IFPI)                                | 2              | [ 136 ] |
| Hungría (Mahasz)                             | 1              | [ 156 ] |
| Irlanda (Irish Singles Chart)                | 2              | [ 43 ]  |
| Israel (Media Forest)                        | 1              | [ 157 ] |
| Italia (FIMI)                                | 3              | [ 158 ] |
| Líbano (The Official Lebanese Top 20)        | 1              | [ 159 ] |
| Luxemburgo (Billboard)                       | 3              | [ 160 ] |
| México (Ingles Airplay)                      | 1              | [ 136 ] |
| Noruega (VG-lista)                           | 2              | [ 161 ] |
| Nueva Zelanda (Recorded Music NZ)            | 2              | [ 42 ]  |
| Países Bajos (MegaCharts)                    | 13             | [ 45 ]  |
| Países Bajos (Dutch Top 40)                  | 11             | [ 162 ] |
| Polonia (Związek Producentów Audio Video)    | 4              | [ 163 ] |
| Portugal (Portugal Digital Songs)            | 4              | [ 136 ] |
| Reino Unido (The Official UK Charts Company) | 1              | [ 164 ] |
| Reino Unido (Streaming Chart)                | 3              | [ 165 ] |
| República Checa (IFPI)                       | 2              | [ 166 ] |
| Rumania (Airplay 100)                        | 38             | [ 167 ] |
| Sudáfrica (EMA)                              | 2              | [ 168 ] |
| Suecia (Sverigetopplistan)                   | 3              | [ 169 ] |
| Suiza (Schweizer Hitparade)                  | 5              | [ 170 ] |
| Venezuela (Pop Rock General)                 | 2              | [ 171 ] |

| País (Lista 2013)                  | Mejor Posición | Ref     |
| ---------------------------------- | -------------- | ------- |
| Canadá                             | 33             | [ 172 ] |
| Estados Unidos (Digital Songs)     | 22             | [ 173 ] |
| Estados Unidos (Billboard Hot 100) | 18             | [ 174 ] |
| Estados Unidos (On-Demand Songs)   | 29             | [ 175 ] |
| Estados Unidos (Streaming Songs)   | 6              | [ 176 ] |
| Francia (SNEP)                     | 35             | [ 177 ] |
| Líbano (Lebanese Top 20)           | 1              | [ 178 ] |

| País (Lista 2014)                  | Mejor Posición | Ref     |
| ---------------------------------- | -------------- | ------- |
| Canadá                             | 62             | [ 179 ] |
| Estados Unidos (Billboard Hot 100) | 44             | [ 180 ] |

## Certificaciones
| País (Organismo certificador) | Certificaciones         | Ventas certificadas | Ref.    |
| ----------------------------- | ----------------------- | ------------------- | ------- |
| Alemania (BVMI)               | Platino                 | 300 000             | [ 182 ] |
| Australia (ARIA)              | 8× Platino              | 560 000             | [ 183 ] |
| Austria (IFPI)                | Oro                     | 15 000              | [ 184 ] |
| Bélgica (BEA)                 | Oro                     | 15 000              | [ 185 ] |
| Brasil (Pro-Música Brasil)    | 2× Diamante             | 320 000             | [ 186 ] |
| Canadá (Music Canada)         | 4× Platino              | 320 000             | [ 187 ] |
| Dinamarca (IFPI)              | Platino                 | 30 000              | [ 188 ] |
| Dinamarca (IFPI)              | Oro (streaming)         | —                   | [ 190 ] |
| España (PROMUSICAE)           | 2× Platino              | 120 000             | [ 191 ] |
| Estados Unidos (RIAA)         | 9× Platino              | 9 000               | [ 58 ]  |
| Italia (FIMI)                 | 2× Platino              | 60 000              | [ 192 ] |
| México (AMPROFON)             | Diamante+2× Platino+Oro | 1 050 000           | [ 193 ] |
| Noruega (IFPI)                | 11× Platino             | 110 000             | [ 194 ] |
| Nueva Zelanda (RMNZ)          | 3× Platino              | 90 000              | [ 195 ] |
| Países Bajos (NVP)            | Platino                 | 40 000              | [ 196 ] |
| Reino Unido (BPI)             | 2× Platino              | 1 200 000           | [ 197 ] |
| Suecia (GLF)                  | 3× Platino              | 120 000             | [ 198 ] |
| Suiza (IFPI Switzerland)      | Platino                 | 30 000              | [ 199 ] |
| Venezuela (AVINPRO)           | 2× Platino              | 60 000              | [ 200 ] |

## Premios y nominaciones
El sencillo «Wrecking Ball» recibió varias nominaciones en distintas ceremonias de premiación. A continuación, una lista de las candidaturas que obtuvo:
| Año  | Premiación                      | Categoría                                 | Resultado | Ref.    |
| ---- | ------------------------------- | ----------------------------------------- | --------- | ------- |
| 2013 | Vevo Certified                  | 100 millones de reproducciones            | Ganador   | [ 201 ] |
| 2013 | MTV Europe Music Awards         | Mejor Video                               | Ganador   | [ 15 ]  |
| 2013 | J-14 Teen Icon Awards           | Video musical icónico                     | Ganador   | [ 202 ] |
| 2013 | NRJ Music Awards                | Video del año                             | Nominada  | [ 203 ] |
| 2013 | Billboard’s Readers Poll Awards | Video del año                             | Nominada  | [ 204 ] |
| 2013 | Billboard’s Readers Poll Awards | Mejor canción en el puesto uno de Hot 100 | Ganador   | [ 204 ] |
| 2013 | Billboard’s Readers Poll Awards | Mejor sensación viral                     | Ganador   | [ 204 ] |
| 2013 | BenBoard Music Awards           | Mejor vídeo musical                       | Ganador   | [ 205 ] |
| 2014 | People's Choice Awards          | Mejor vídeo                               | Nominada  | [ 206 ] |
| 2014 | Kid's Choice Awards             | Canción Favorita                          | Nominada  | [ 207 ] |
| 2014 | MYX Music Awards                | Mejor vídeo internacional                 | Nominada  | [ 208 ] |
| 2014 | iHeartRadio Music Awards        | Mejores letras                            | Ganador   | [ 16 ]  |
| 2014 | World Music Awards              | Mejor canción del mundo                   | Nominada  | [ 209 ] |
| 2014 | World Music Awards              | Mejor vídeo del mundo                     | Ganador   | [ 210 ] |
| 2014 | Billboard Music Awards          | Mejor vídeo                               | Ganador   | [ 14 ]  |
| 2014 | Billboard Music Awards          | Mejor Canción                             | Nominada  | [ 14 ]  |
| 2014 | MTV Italian Awards              | Mejor vídeo                               | Nominada  | [ 211 ] |
| 2014 | MuchMusic Video Awards          | Mejor vídeo international                 | Nominada  | [ 212 ] |
| 2014 | MTV Video Music Awards          | Vídeo del año                             | Ganadora  | [ 17 ]  |
| 2014 | MTV Video Music Awards          | Mejor dirección                           | Nominada  | [ 213 ] |
| 2014 | BMI London Awards               | Mejor Canción                             | Ganadora  | [ 214 ] |
| 2014 | Premios 40 Principales          | Mejor Canción Internacional               | Nominada  | [ 215 ] |
| 2014 | Premios 40 Principales          | Mejor Vídeo Internacional                 | Nominada  | [ 215 ] |
| 2014 | Latin Music Italian Awards      | Mejor canción internacional del año       | Ganadora  | [ 216 ] |
| 2015 | ASCAP Pop Music Awards          | Mejor canción                             | Ganadora  | [ 217 ] |

## Historial de lanzamientos
| País        | Fecha                 | Formato          | Discográfica | Ref.    |
| ----------- | --------------------- | ---------------- | ------------ | ------- |
| Mundial     | 25 de agosto de 2013  | Descarga digital | RCA Records  | [ 1 ]   |
| Reino Unido | 18 de octubre de 2013 | Sencillo en CD   | RCA Records  | [ 132 ] |
| Japón       | 29 de octubre de 2013 | Sencillo en CD   | RCA Records  | [ 131 ] |

## Créditos y personal
- Miley Cyrus: voz
- Lukasz "Dr. Luke" Gottwald y Henry Walter: producción, mezcla y composición
- Maureen McDonald, Stephan Moccio y Sacha Skarbek: composición
- David Richard Campbell: Arreglos y dirección de orquesta
- Rudy Stein, Steve Richards, Suzie Katayama: Violonchelo
- Charlie Bisharat: Masterización y violín
- Suzie Katayama: Contratista
- Travis Warner: Coordinador
- Irene Richter: Producción de coordinación
- Steven Wolf: Batería
- Clint Gibbs, Mike Caffrey, Phil Allen, Sven Heidinga: Ingenieros
- John Hanes: Ingeniero de mezcla
- Jake Gorski: Ingeniero de Pro Tools
- Steve Churchyard: Ingeniero (cuerdas)
- Serban Ghenea: Mezcla
- Stephan Moccio: Piano
- Andrew Duckles, Darrin McCann: Viola
- Alyssa Park, Grace Oh, Joel Pargman, John Wittenberg, Kevin Connolly, Sara Parkins, Songa Lee: Violín
- Eric Eylands, Rachael Findlen: Asistentes

Fuente: Discogs

## Dueto con Dolly Parton
El 30 de noviembre de 2022, la estadounidense cantante de country y madrina de Cyrus, Dolly Parton, anunció el plan de lanzar su primer álbum de rock y que iba a pedir a varios otros artistas, incluida Cyrus, que aparecieran en él. El 17 de enero de 2023 reveló su título, Rockstar. El 9 de mayo de 2023 anunció su fecha de lanzamiento junto con la lista de canciones. Se esperaba que Cyrus apareciera en una regrabación de «Wrecking Ball». Anteriormente la interpretaron juntas, en un popurrí con «I Will Always Love You» de Parton, durante la fiesta de Nochevieja de Miley 2022-23, transmitida por NBC. Parton reveló que la actuación la inspiró a grabar la canción a dúo.
El 20 de octubre de 2023, la canción fue lanzada como sencillo promocional.